# 靜異胎䲁
靜異胎䲁（學名：Heteroclinus antinectes），為輻鰭魚綱䲁形目胎䲁科異胎䲁屬的一個種，僅在西澳大利亞鯊魚灣的菲欣納港（Henri Freycinet Harbour）採集的模式標本中發現，雌魚產附著性卵，雄魚會守護卵，幼魚為浮游性，生活習性不明。